# Savjet federacije
Savjet federacije (mk. Совет на Федерацијата; srp. Савет федерације, slo. Svet federacije) je bilo savjetodavno tijelo (vijeće) u Socijalističkoj Federativnoj Republici Jugoslaviji. Bavilo se pitanjima opće politike. 

## Ustav iz 1963.
Savjet federacije je uveden Ustavom SFRH iz 1963. godine. Članak 224. Ustava je propisivao da članove Savjeta federacije odabire Predsjednik Republike (od 1953. do 1980. godine je to bila funkcija koju je obnašao Josip Broz Tito) a formalno bira ("bira na prijedlog Predsjednika Republike") Savezno vijeće (jedan od pet zastupničkih domova u Skupštini SFRJ) iz reda državnih dužnosnika. Savjet federacije se okupljao isključivo na poziv Predsjednika Republike, "radi razmatranja pitanja državne politike i djelatnosti političko-izvršnih i upravnih organa".

## Ustav iz 1974.
Ustav SFRJ iz 1974. nastao je kao rezultat i posljedica dugogodišnje krize i nefunkcioniranja sustava. Nije riješio krizu, ali je postavio nove odnose koji su omogućili funkcioniranje sustava neko vrijeme, barem dok je bio živ Josip Broz Tito.
Prema ovom ustavu, bilo je definirano da su Savezno vijeće i Vijeće republika i pokrajina bili ti koji ravnopravno biraju i razrješavaju članove Savjeta federacije, ali jedino prema prijedlogu Predsjedništva SFRJ (čl. 288. i 332.).
Prema Ustavu iz 1974. (čl. 332), Predsjedništvo SFRJ moglo je sazvati Savjet federacije radi razmatranja pitanja opće politike. Predsjedništvo SFRJ može članu Savjeta federacije povjeriti izvršenje određene zadaće.
Članove Savjeta federacije biralo se na prijedlog Predsedništva SFRJ iz redova društveno-političkih i inih javnih radnika (čl. 332). To su obično bivali bivši savezni i republički dužnosnici, dužnosnici društveno-političkih i inih organizacija te istaknute osobe, narodni heroji i dr.
Predsjednik Republike mogao je sazvati Savjet federacije radi razmatranja pitanja opće politike. Predsjednik Republike mogao je članu Savjeta federacije povjeriti izvršenje određene zadaće (čl. 341).